# Bitz (Zollernalbkreis)
Bitz is een plaats in de Duitse deelstaat Baden-Württemberg, en maakt deel uit van het Zollernalbkreis.
Bitz telt 3.716 inwoners.
Albstadt ·
Balingen ·
Bisingen ·
Bitz ·
Burladingen ·
Dautmergen ·
Dormettingen ·
Dotternhausen ·
Geislingen ·
Grosselfingen ·
Haigerloch ·
Hausen am Tann ·
Hechingen ·
Jungingen ·
Meßstetten ·
Nusplingen ·
Obernheim ·
Rangendingen ·
Ratshausen ·
Rosenfeld ·
Schömberg ·
Straßberg ·
Weilen unter den Rinnen ·
Winterlingen ·
Zimmern unter der Burg